# Verfeil (Tarn-et-Garonne)
Pour les articles homonymes, voir Verfeil.
Verfeil-sur-Seye redirige ici.
Verfeil, également nommée localement Verfeil-sur-Seye, est une commune française située dans le nord-est du département de Tarn-et-Garonne, en région Occitanie. Sur le plan géologique, historique et culturel, la commune est dans le causse de Caylus, au sud du causse de Limogne, occupant une situation de carrefour à la limite du Quercy et du Rouergue.
Exposée à un climat océanique altéré, elle est drainée par la Baye, la Seye et par divers autres petits cours d'eau. La commune possède un patrimoine naturel remarquable composé de deux zones naturelles d'intérêt écologique, faunistique et floristique.
Verfeil est une commune rurale qui compte 406 habitants en 2022, après avoir connu un pic de population de 1 107 habitants en 1861.  Ses habitants sont appelés les Verfeillais ou  Verfeillaises.

## Géographie

### Localisation
Commune du nord-est du département de Tarn-et-Garonne limitrophe du département de l'Aveyron et proche de celui du Tarn.
Elle se situe dans la vallée de la Seye, entre Caussade et Villefranche-de-Rouergue. Dans le canton de Saint-Antonin-Noble-Val, Verfeil est dans le Rouergue, proche du point culminant du département à 504 mètres, Pech Maurel commune de Castanet.

### Communes limitrophes
Les communes limitrophes sont  Espinas, Féneyrols, Ginals, Najac et Varen.
|           | Ginals  |                 |
| Espinas   | Verfeil | Najac (Aveyron) |
| Féneyrols | Varen   |                 |

### Hydrographie

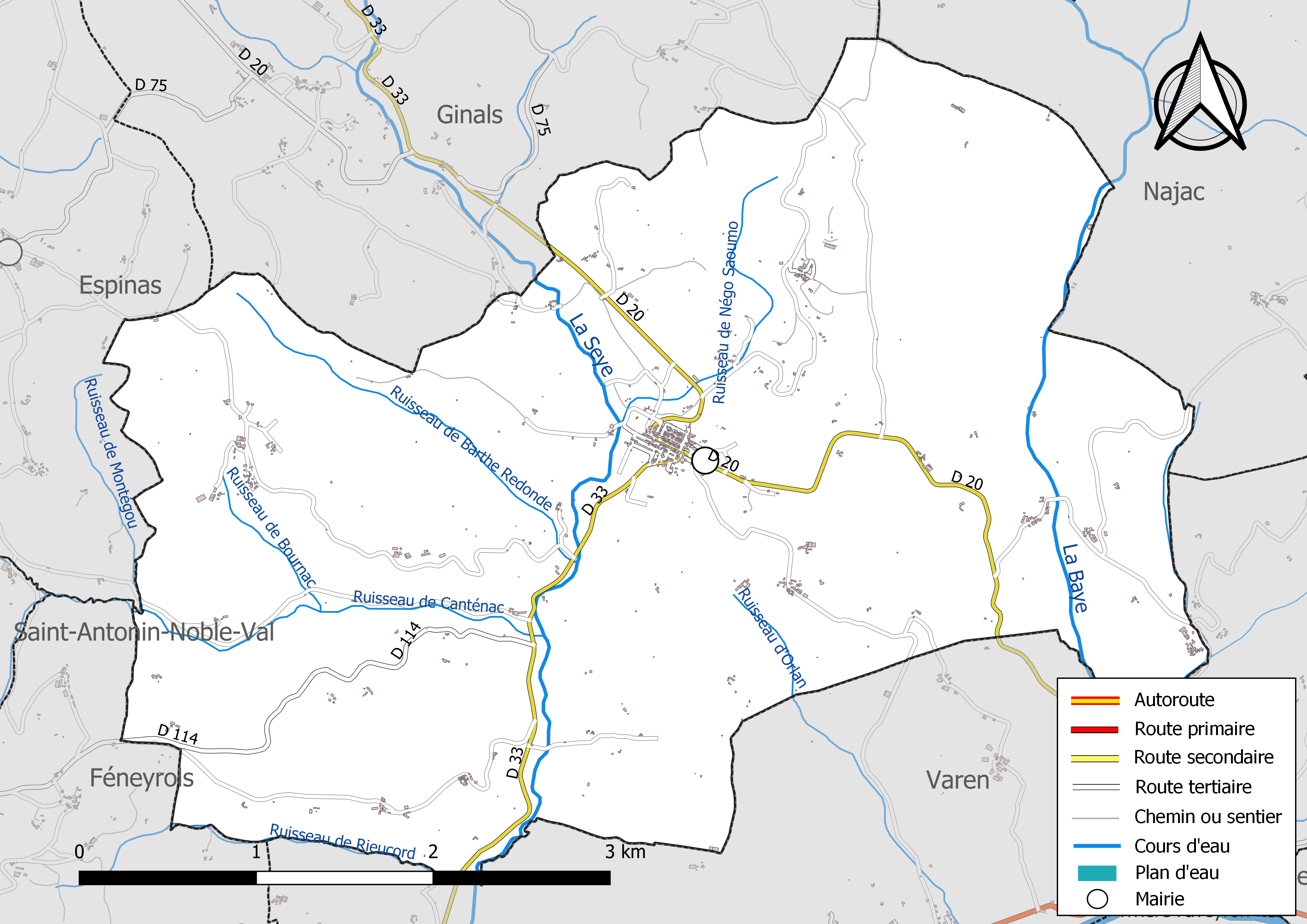
Réseau hydrographique de Verfeil.

La commune est dans le bassin versant de la Garonne, au sein du bassin hydrographique Adour-Garonne. Elle est drainée par la Baye, la Seye, le ruisseau de Barthe Redonde, le ruisseau de Bournac, le ruisseau de Canténac, le ruisseau de Montégou, le ruisseau de Négo Saoumo, le ruisseau de Rieucord, le ruisseau d'Orlan et par deux petits cours d'eau, constituant un réseau hydrographique de 18 km de longueur totale,.
La Baye, d'une longueur totale de 15 km, prend sa source dans la commune de Castanet et s'écoule du nord-est au sud-ouest. Elle traverse la commune et se jette dans l'Aveyron à Varen, après avoir traversé 6 communes.
La Seye, d'une longueur totale de 18,6 km, prend sa source dans la commune de Parisot et s'écoule du nord-est au sud-ouest. Elle traverse la commune et se jette dans l'Aveyron à Varen, après avoir traversé 5 communes.

### Climat
Pour des articles plus généraux, voir Climat de l'Occitanie et Climat de Tarn-et-Garonne.
En 2010, le climat de la commune est de type climat du Bassin du Sud-Ouest, selon une étude du Centre national de la recherche scientifique s'appuyant sur une série de données couvrant la période 1971-2000. En 2020, Météo-France publie une typologie des climats de la France métropolitaine dans laquelle la commune est exposée à un climat océanique altéré et est dans la région climatique Aquitaine, Gascogne, caractérisée par une pluviométrie abondante au printemps, modérée en automne, un faible ensoleillement au printemps, un été chaud (19,5 °C), des vents faibles, des brouillards fréquents en automne et en hiver et des orages fréquents en été (15 à 20 jours).
Pour la période 1971-2000, la température annuelle moyenne est de 12,9 °C, avec une amplitude thermique annuelle de 15,9 °C. Le cumul annuel moyen de précipitations est de 864 mm, avec 10,6 jours de précipitations en janvier et 5,7 jours en juillet. Pour la période 1991-2020, la température moyenne annuelle observée sur la station météorologique de Météo-France la plus proche, « Caylus », sur la commune de Caylus à 10 km à vol d'oiseau, est de 13,0 °C et le cumul annuel moyen de précipitations est de 799,0 mm. 
La température maximale relevée sur cette station est de 41,7 °C, atteinte le 23 août 2023 ; la température minimale est de −14,7 °C, atteinte le 10 février 2012,,.
Les paramètres climatiques de la commune ont été estimés pour le milieu du siècle (2041-2070) selon différents scénarios d'émission de gaz à effet de serre à partir des nouvelles projections climatiques de référence DRIAS-2020. Ils sont consultables sur un site dédié publié par Météo-France en novembre 2022.

### Milieux naturels et biodiversité
L’inventaire des zones naturelles d'intérêt écologique, faunistique et floristique (ZNIEFF) a pour objectif de réaliser une couverture des zones les plus intéressantes sur le plan écologique, essentiellement dans la perspective d’améliorer la connaissance du patrimoine naturel national et de fournir aux différents décideurs un outil d’aide à la prise en compte de l’environnement dans l’aménagement du territoire.
Une ZNIEFF de type 1 est recensée sur la commune :
les « vallées de la Baye, du Jouyre, du Ferran et de Fargues et puechs de Genibrous et Mourtayrol » (2 797 ha), couvrant 8 communes dont trois dans l'Aveyron et cinq dans le Tarn-et-Garonne et une ZNIEFF de type 2, : 
la « vallée de la Bonnette et vallée de la Seye » (6 289 ha), couvrant 12 communes du département.

Carte des ZNIEFF de type 1 et 2 à Verfeil.
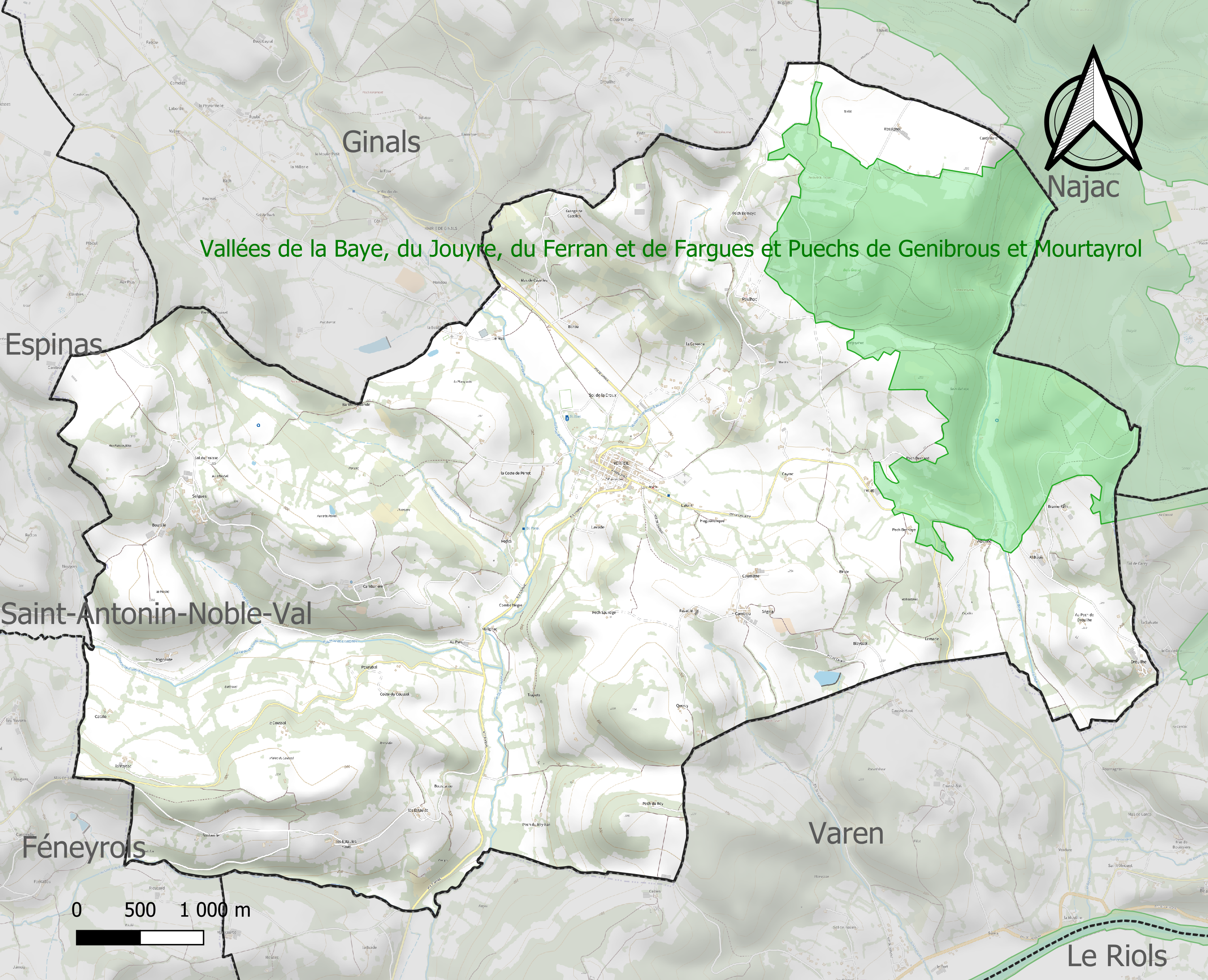
Carte de la ZNIEFF de type 1 sur la commune.
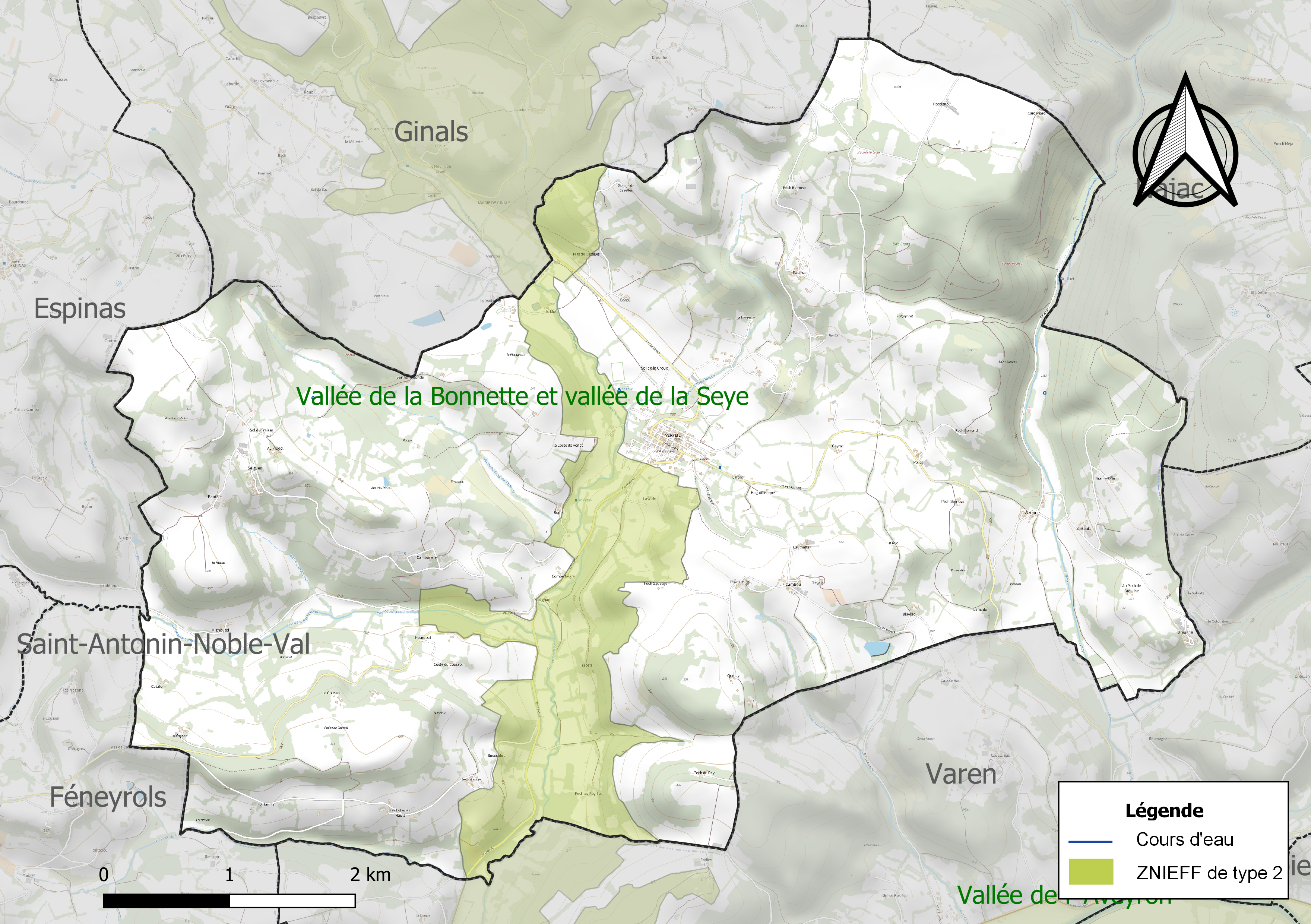
Carte de la ZNIEFF de type 2 sur la commune.

## Urbanisme

### Typologie
Au 1er janvier 2024, Verfeil est catégorisée commune rurale à habitat très dispersé, selon la nouvelle grille communale de densité à sept niveaux définie par l'Insee en 2022.
Elle est située hors unité urbaine et hors attraction des villes,.

### Occupation des sols

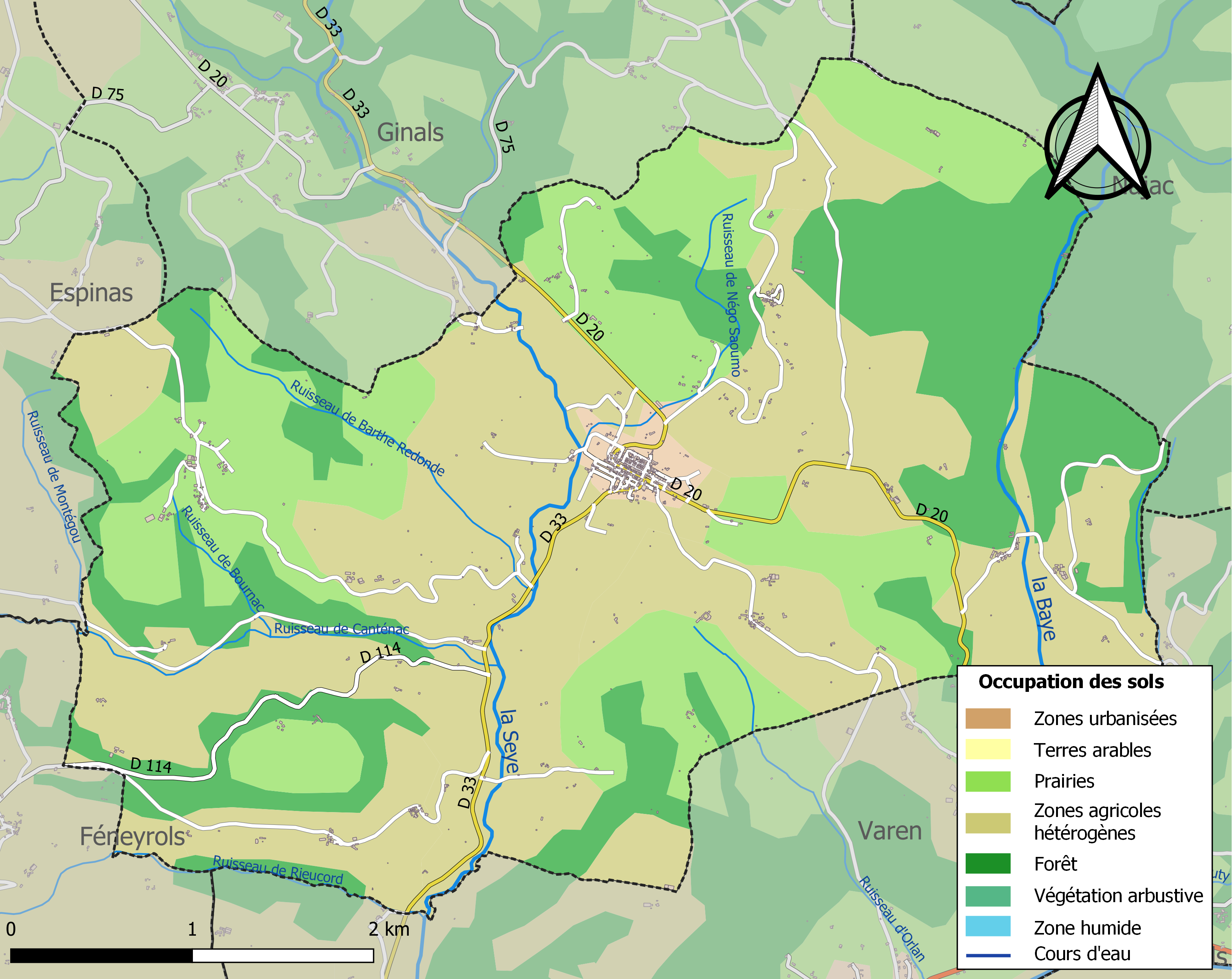
Carte des infrastructures et de l'occupation des sols de la commune en 2018 (CLC).

L'occupation des sols de la commune, telle qu'elle ressort de la base de données européenne d’occupation biophysique des sols Corine Land Cover (CLC), est marquée par l'importance des territoires agricoles (74,6 % en 2018), une proportion sensiblement équivalente à celle de 1990 (74,1 %). La répartition détaillée en 2018 est la suivante : 
zones agricoles hétérogènes (49,7 %), prairies (24,9 %), forêts (23,9 %), zones urbanisées (1,4 %).
L'IGN met par ailleurs à disposition un outil en ligne permettant de comparer l’évolution dans le temps de l’occupation des sols de la commune (ou de territoires à des échelles différentes). Plusieurs époques sont accessibles sous forme de cartes ou photos aériennes : la carte de Cassini (XVIIIe siècle), la carte d'état-major (1820-1866) et la période actuelle (1950 à aujourd'hui).

### Risques majeurs
Le territoire de la commune de Verfeil est vulnérable à différents aléas naturels : météorologiques (tempête, orage, neige, grand froid, canicule ou sécheresse), inondations, mouvements de terrains et séisme (sismicité très faible). Il est également exposé à un risque technologique,  le transport de matières dangereuses. Un site publié par le BRGM permet d'évaluer simplement et rapidement les risques d'un bien localisé soit par son adresse soit par le numéro de sa parcelle.

#### Risques naturels
Certaines parties du territoire communal sont susceptibles d’être affectées par le risque d’inondation par débordement de cours d'eau, notamment la Baye et la Seye. La cartographie des zones inondables en ex-Midi-Pyrénées réalisée dans le cadre du XIe Contrat de plan État-région, visant à informer les citoyens et les décideurs sur le risque d’inondation, est accessible sur le site de la DREAL Occitanie. La commune a été reconnue en état de catastrophe naturelle au titre des dommages causés par les inondations et coulées de boue survenues en 1982, 1999 et 2001,.
Verfeil est exposée au risque de feu de forêt. Le département de Tarn-et-Garonne présentant toutefois globalement un niveau d’aléa moyen à faible très localisé, aucun Plan départemental de protection des forêts contre les risques d’incendie de forêt (PFCIF) n'a été élaboré. Le débroussaillement aux abords des maisons constitue l’une des meilleures protections pour les particuliers contre le feu,.

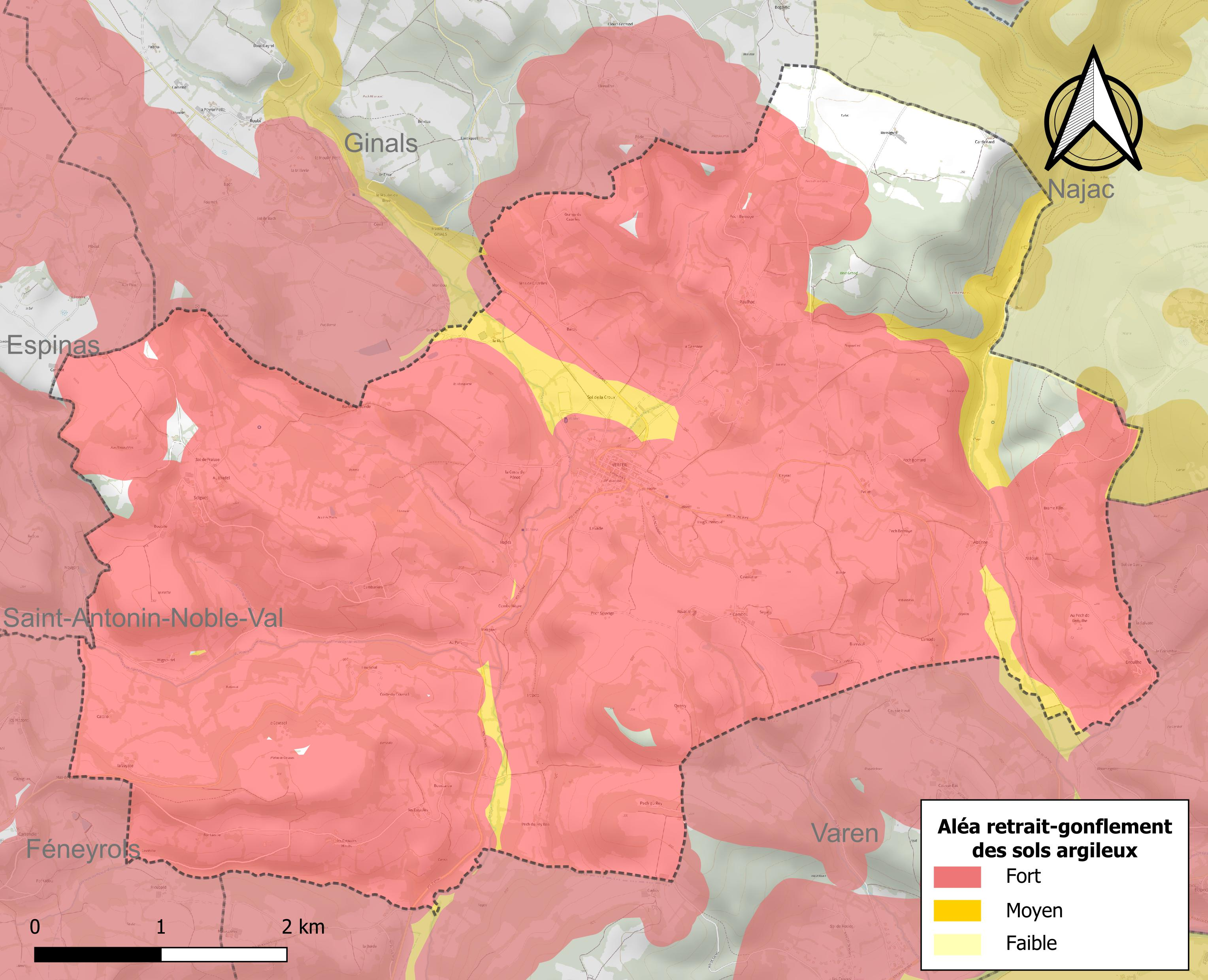
Carte des zones d'aléa retrait-gonflement des sols argileux de Verfeil.

Les mouvements de terrains susceptibles de se produire sur la commune sont des tassements différentiels.
Le retrait-gonflement des sols argileux est susceptible d'engendrer des dommages importants aux bâtiments en cas d’alternance de périodes de sécheresse et de pluie. 91,4 % de la superficie communale est en aléa moyen ou fort (92 % au niveau départemental et 48,5 % au niveau national). Sur les 298 bâtiments dénombrés sur la commune en 2019, 294 sont en aléa moyen ou fort, soit 99 %, à comparer aux 96 % au niveau départemental et 54 % au niveau national. Une cartographie de l'exposition du territoire national au retrait gonflement des sols argileux est disponible sur le site du BRGM,.
Par ailleurs, afin de mieux appréhender le risque d’affaissement de terrain, l'inventaire national des cavités souterraines permet de localiser celles situées sur la commune.
Concernant les mouvements de terrains, la commune a été reconnue en état de catastrophe naturelle au titre des dommages causés par la sécheresse en 1989, 1991, 1996, 1998, 2003 et 2018 et par des mouvements de terrain en 1999.

#### Risques technologiques
Le risque de transport de matières dangereuses sur la commune est lié à sa traversée par des infrastructures routières ou ferroviaires importantes ou la présence d'une canalisation de transport d'hydrocarbures. Un accident se produisant sur de telles infrastructures est susceptible d’avoir des effets graves sur les biens, les personnes ou l'environnement, selon la nature du matériau transporté. Des dispositions d’urbanisme peuvent être préconisées en conséquence.

## Histoire
La bastide a été créée en 1250 à l'initiative d'Alphonse de Poitiers, frère du roi Saint Louis, sur l'emplacement d'un ancien camp romain.
Verfeil a été détruite plusieurs fois au cours des siècles.

## Politique et administration

### Liste des maires
| Période                                  | Période      | Identité                  | Étiquette | Qualité |
| ---------------------------------------- | ------------ | ------------------------- | --------- | ------- |
| Les données manquantes sont à compléter. |              |                           |           |         |
| 1792                                     | 1793         | Jean-Antoine Colard       |           |         |
| 1792                                     | 1794         | Jean Boissieres           |           |         |
| 1792                                     | 1793         | François Vidal            |           |         |
| 1792                                     | 1796         | François Blanc            |           |         |
| 1793                                     | 1800         | Jean-Pierre Cadilhac      |           |         |
| 1793                                     | 1795         | Jean-Jacques Poux         |           |         |
| 1794                                     | 1796         | Jean Pautal               |           |         |
| 1795                                     | 1798         | Jean-Antoine Ravailhe     |           |         |
| 1796                                     | 1798         | Jean Boissieres           |           |         |
| 1796                                     | 1798         | Joseph Signal             |           |         |
| 1798                                     | 1799         | Jean Lombard              |           |         |
| 1798                                     | 1799         | Jean Marty                |           |         |
| 1798                                     | 1799         | Jean-Antoine Colard       |           |         |
| 1799                                     | 1800         | Jean-Baptiste Besse       |           |         |
| 1799                                     | 1800         | Jean-Antoine Roques       |           |         |
| 1799                                     | 1800         | Antoine Hebrard           |           |         |
| 1800                                     | 1800         | Jean-Antoine Colard       |           |         |
| 1800                                     | 1800         | Jean Boissieres           |           |         |
| 1800                                     | 1809         | Jean-Antoine Colard       |           |         |
| 1809                                     | 1814         | Antoine François Blanc    |           |         |
| 1814                                     | 1831         | Etienne Faure             |           |         |
| 1831                                     | 1832         | Jean-Antoine Moulin       |           |         |
| 1832                                     | 1834         | Jean-Antoine Ichard       |           |         |
| 1834                                     | 1837         | Jean-Pierre Rebayrol      |           |         |
| 1837                                     | 1848         | Charles René Poux         |           |         |
| 1848                                     | 1878         | Claude Marie Molinier     |           |         |
| 1878                                     | 1881         | Jean-Romain Rames         |           |         |
| 1881                                     | 1883         | Joseph Cadilhac           |           |         |
| 1883                                     | 1888         | Jean-Pierre Mercie        |           |         |
| 1888                                     | 1908         | Gaston Louis Davet        |           |         |
| 1908                                     | 1912         | Georges Besson            |           |         |
| 1912                                     | 1919         | Jean Dujols               |           |         |
| 1919                                     | 1921         | Philippe Delmas           |           |         |
| 1921                                     | 1925         | Ulysse Viguier            |           |         |
| 1925                                     | 1929         | Philippe Delmas           |           |         |
| 1929                                     | 1935         | Ulysse Viguier            |           |         |
| 1935                                     | 1939         | Lucien Davet              |           |         |
| 1939                                     | 1940         | Louis Ferre               |           |         |
| 1940                                     | 1940         | Ulysse Viguier            |           |         |
| 1940                                     | 1943         | Lucien Davet              |           |         |
| 1943                                     | 1944         | Philippe Mourgues         |           |         |
| 1944                                     | 1948         | Lucien Davet              |           |         |
| 1948                                     | 1965         | Raymond Vidal             |           |         |
| 1965                                     | 1970         | Roland Arches             |           |         |
| 1970                                     | 1977         | Marius Taurines           |           |         |
| 1977                                     | 1983         | Raymond Viguier           |           |         |
| 1983                                     | 1989         | Charles Alzonnes          |           |         |
| 1989                                     | 1995         | Gaston Bedel              |           |         |
| 1995                                     | 1998         | Mathieu Claude            |           |         |
| 1998                                     | 2008         | Marie-Fernande Jacquesson |           |         |
| mars 2008                                | juillet 2020 | Daniel Durand             |           |         |
| juillet 2020                             | janvier 2023 | Roger Raitière            |           |         |
| janvier 2023                             | En cours     | Didier Chardenet          |           |         |

## Démographie
L'évolution du nombre d'habitants est connue à travers les recensements de la population effectués dans la commune depuis 1793. Pour les communes de moins de 10 000 habitants, une enquête de recensement portant sur toute la population est réalisée tous les cinq ans, les populations de référence des années intermédiaires étant quant à elles estimées par interpolation ou extrapolation. Pour la commune, le premier recensement exhaustif entrant dans le cadre du nouveau dispositif a été réalisé en 2008.

En 2022, la commune comptait 406 habitants, en évolution de +8,56 % par rapport à 2016 (Tarn-et-Garonne : +3,12 %, France hors Mayotte : +2,11 %).
| 1793 | 1800 | 1806 | 1821  | 1831  | 1836  | 1841  | 1846  | 1851  |
| ---- | ---- | ---- | ----- | ----- | ----- | ----- | ----- | ----- |
| 654  | 759  | 979  | 1 036 | 1 103 | 1 084 | 1 031 | 1 045 | 1 104 |

| 1856  | 1861  | 1866  | 1872  | 1876  | 1881  | 1886  | 1891  | 1896 |
| ----- | ----- | ----- | ----- | ----- | ----- | ----- | ----- | ---- |
| 1 102 | 1 107 | 1 094 | 1 072 | 1 067 | 1 006 | 1 010 | 1 031 | 924  |

| 1901 | 1906 | 1911 | 1921 | 1926 | 1931 | 1936 | 1946 | 1954 |
| ---- | ---- | ---- | ---- | ---- | ---- | ---- | ---- | ---- |
| 842  | 860  | 799  | 731  | 687  | 629  | 578  | 625  | 527  |

| 1962 | 1968 | 1975 | 1982 | 1990 | 1999 | 2006 | 2008 | 2013 |
| ---- | ---- | ---- | ---- | ---- | ---- | ---- | ---- | ---- |
| 524  | 519  | 451  | 425  | 360  | 320  | 324  | 325  | 327  |

| 2018 | 2022 | - | - | - | - | - | - | - |
| ---- | ---- | - | - | - | - | - | - | - |
| 416  | 406  | - | - | - | - | - | - | - |

## Économie

### Revenus
En 2018, la commune compte 166 ménages fiscaux, regroupant 352 personnes. La médiane du revenu disponible par unité de consommation est de 16 750 € (20 140 € dans le département).

### Emploi
|                | 2008   | 2013   | 2018   |
| -------------- | ------ | ------ | ------ |
| Commune        | 10,5 % | 8,6 %  | 6,6 %  |
| Département    | 8,4 %  | 10,2 % | 10,3 % |
| France entière | 8,3 %  | 10 %   | 10 %   |

En 2018, la population âgée de 15 à 64 ans s'élève à 244 personnes, parmi lesquelles on compte 70,1 % d'actifs (63,5 % ayant un emploi et 6,6 % de chômeurs) et 29,9 % d'inactifs,. En  2018, le taux de chômage communal (au sens du recensement) des 15-64 ans est inférieur à celui de la France et du département, alors qu'en 2008 la situation était inverse.
La commune est hors attraction des villes,. Elle compte 79 emplois en 2018, contre 70 en 2013 et 61 en 2008. Le nombre d'actifs ayant un emploi résidant dans la commune est de 157, soit un indicateur de concentration d'emploi de 50,3 % et un taux d'activité parmi les 15 ans ou plus de 48,9 %.
Sur ces 157 actifs de 15 ans ou plus ayant un emploi, 60 travaillent dans la commune, soit 38 % des habitants. Pour se rendre au travail, 84,1 % des habitants utilisent un véhicule personnel ou de fonction à quatre roues, 5,8 % s'y rendent en deux-roues, à vélo ou à pied et 10,2 % n'ont pas besoin de transport (travail au domicile).

### Activités hors agriculture
49 établissements sont implantés  à Verfeil au 31 décembre 2019. Le tableau ci-dessous en détaille le nombre par secteur d'activité et compare les ratios avec ceux du département,.
| Secteur d'activité                                                                                        | Commune | Commune | Département |
| Secteur d'activité                                                                                        | Nombre  | %       | %           |
| --- | ------- | ------- | ----------- |
| Ensemble                                                                                                  | 49      |         |             |
| Industrie manufacturière, industries extractives et autres                                                | 12      | 24,5 %  | (9,6 %)     |
| Construction                                                                                              | 7       | 14,3 %  | (14,9 %)    |
| Commerce de gros et de détail, transports, hébergement et restauration                                    | 8       | 16,3 %  | (29,7 %)    |
| Activités immobilières                                                                                    | 3       | 6,1 %   | (3,3 %)     |
| Activités spécialisées, scientifiques et techniques et activités de services administratifs et de soutien | 9       | 18,4 %  | (14,1 %)    |
| Administration publique, enseignement, santé humaine et action sociale                                    | 5       | 10,2 %  | (13,6 %)    |
| Autres activités de services                                                                              | 5       | 10,2 %  | (9,3 %)     |

Le secteur de l'industrie manufacturière, des industries extractives et autres est prépondérant sur la commune puisqu'il représente 24,5 % du nombre total d'établissements de la commune (12 sur les 49 entreprises implantées  à Verfeil), contre 9,6 % au niveau départemental.

### Agriculture
La commune est dans le Rouergue, une petite région agricole située dans le nord-est  du département de Tarn-et-Garonne. En 2020, l'orientation technico-économique de l'agriculture  sur la commune est l'élevage d'ovins ou de caprins. 
|               | 1988  | 2000  | 2010  | 2020  |
| ------------- | ----- | ----- | ----- | ----- |
| Exploitations | 43    | 26    | 20    | 20    |
| SAU (ha)      | 1 192 | 1 229 | 1 291 | 1 056 |

Le nombre d'exploitations agricoles en activité et ayant leur siège dans la commune est passé de 43 lors du recensement agricole de 1988  à 26 en 2000 puis à 20 en 2010 et enfin à 20 en 2020, soit une baisse de 53 % en 32 ans. Le même mouvement est observé à l'échelle du département qui a perdu pendant cette période 57 % de ses exploitations,. La surface agricole utilisée sur la commune a également diminué, passant de 1 192 ha en 1988 à 1 056 ha en 2020. Parallèlement la surface agricole utilisée moyenne par exploitation a augmenté, passant de 28 à 53 ha.

## Culture locale et patrimoine

### Lieux et monuments
- L'église Saint-Pierre-ès-Liens de Verfeil abrite un autel et tabernacle en bois doré du XVIIe siècle provenant de l'abbaye de Beaulieu et portant les armes de Pierre Anne Dionis, abbé entre 1690 et 1739[36]. L'édifice est référencé dans la base Mérimée et à l'Inventaire général Région Occitanie[37]. De nombreux objets sont référencés dans la base Palissy (voir les notices liées)[37].
- Chapelle Saint-Eutrope d'Alzonne.
- Église Saint-Robert de Selgues. L'édifice est référencé dans la base Mérimée et à l'Inventaire général Région Occitanie[38]. De nombreux objets sont référencés dans la base Palissy (voir les notices liées)[38].
- Église Saint-Sixte de Paulhac. L'édifice est référencé dans la base Mérimée et à l'Inventaire général Région Occitanie[39].
- Église Saint-Jean-Baptiste de Verfeil. L'édifice est référencé dans la base Mérimée et à l'Inventaire général Région Occitanie[40].
- Halle reconstruite en 1887[41].

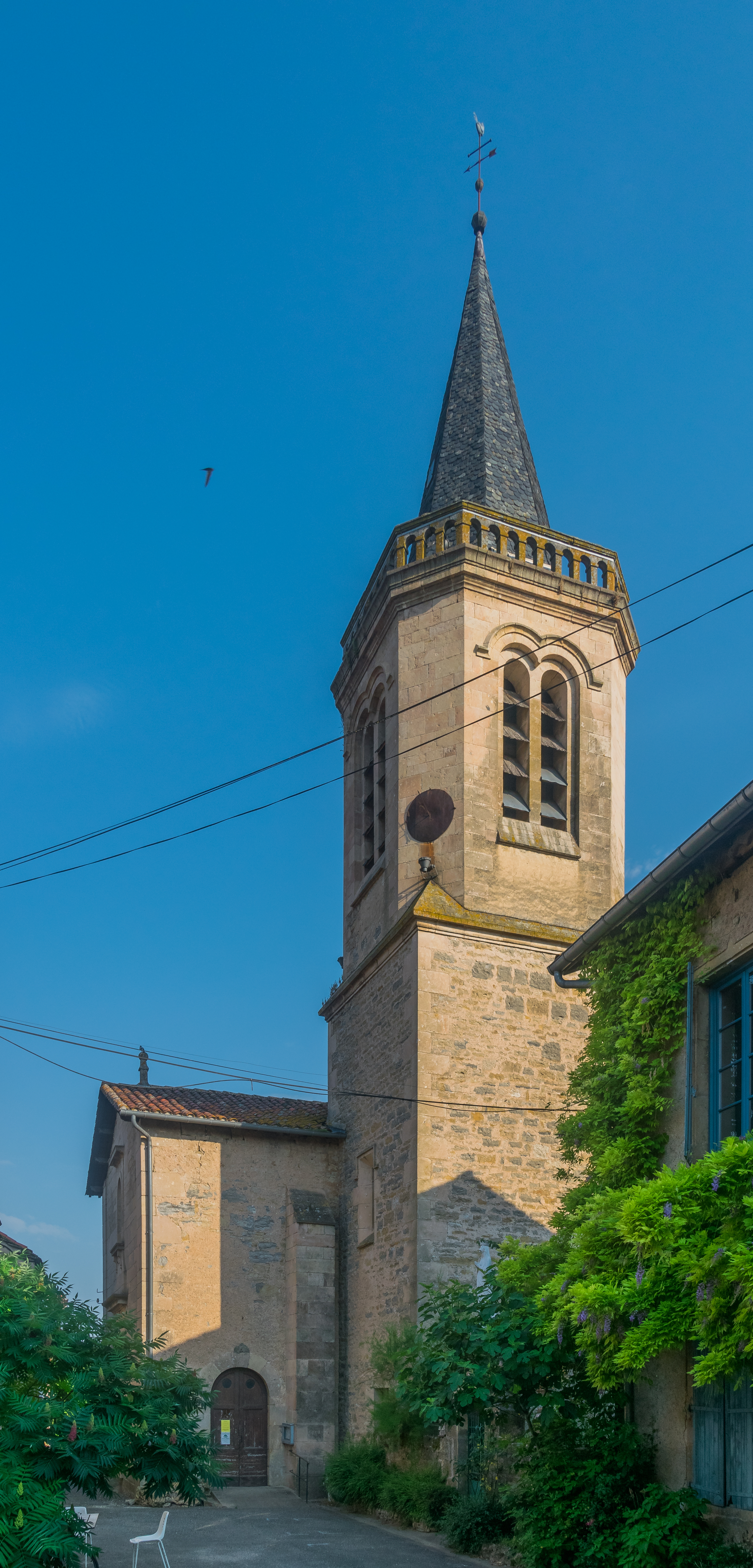
La tour clocher de l'église Saint-Pierre-ès-Liens.
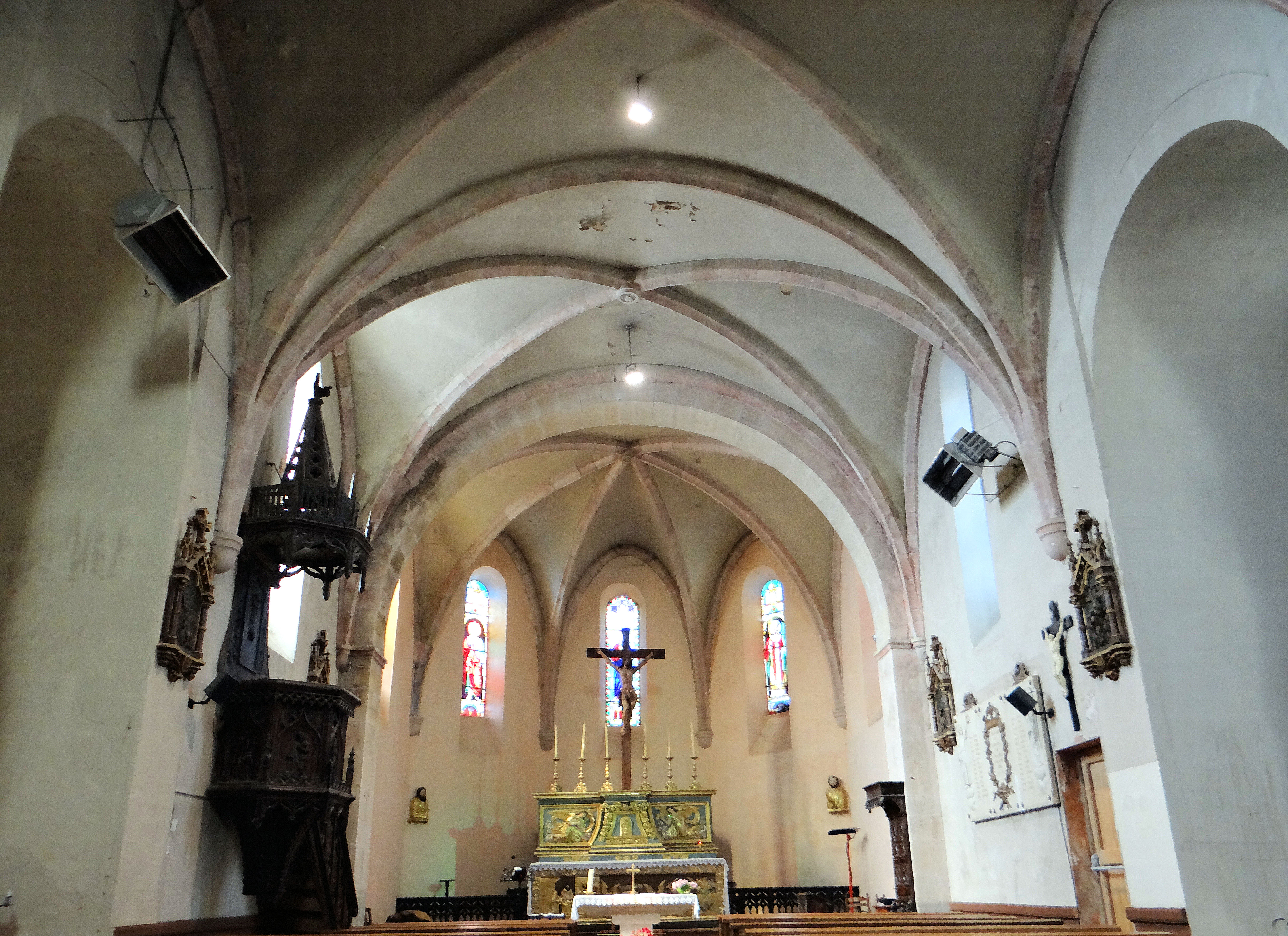
La nef de l'église Saint-Pierre-ès-Liens.
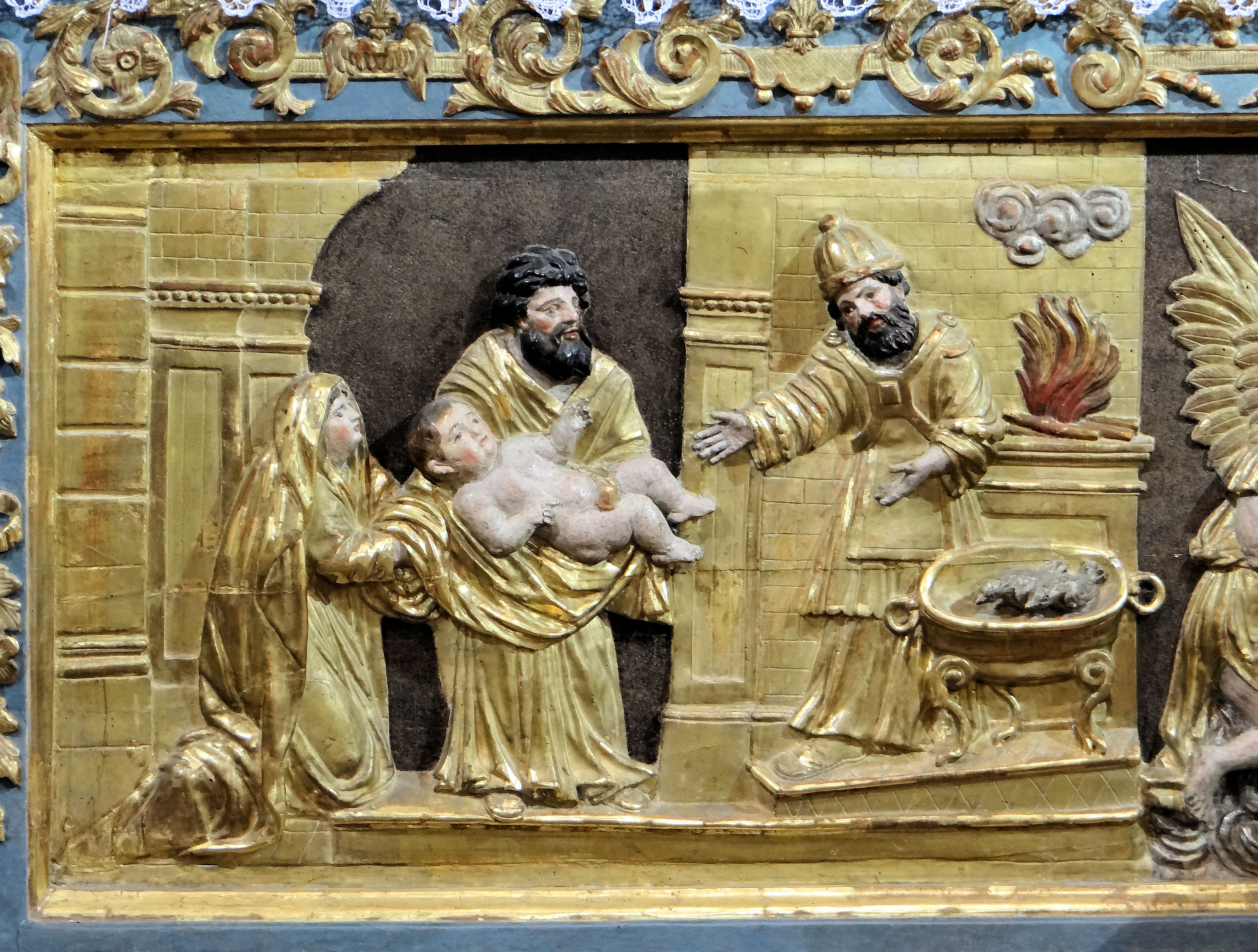
Retable représentant la Présentation au Temple de Jésus (église Saint-Pierre-ès-Liens).

### Personnalités liées à la commune
- Colette Magny y vécut les dernières années de sa vie et y fonda l'association culturelle Act'2, dont le festival « Des Croches et la Lune » a fêté ses 20 ans en 2007. Le studio et halle de concert La Lune rouge en est l'émanation toujours en activité.
- Paul Durand, écrivain.
- Henri Petit, peintre, est décédé à Verfeil en 1906.

### Héraldique
| Blason de Verfeil | Blason  | D'argent à dix trèfles de sinople posés en orle. |
| Blason de Verfeil | Détails | Le statut officiel du blason reste à déterminer. |

## Pour approfondir